# Kerntechnische Anlage
Eine kerntechnische Anlage (auch Nuklearanlage, Kernanlage oder Atomanlage) ist eine technische Einrichtung aus dem Bereich der Kerntechnik, insbesondere eine Anlage zur Verarbeitung, Wiederaufarbeitung oder Lagerung von Kernbrennstoff. 

## Begriff und Definition
Das deutsche Atomgesetz unterscheidet die Begriffe kerntechnische Anlage und Kernanlage und kennt die anderen Begriffe nicht. Das schweizerische Kernenergiegesetz kennt hier nur den Begriff der Kernanlage.
In engerem Sinn wird unter dem Begriff Kernspaltanlage der kerntechnische Teil einer solchen Anlage, zum Beispiel ein Kernreaktor, einschließlich der prozesstechnisch damit verbundenen Anlagenteile, beispielsweise einem Kühlturm, verstanden. In Abgrenzung dazu sind die „Nebeneinrichtungen“ diejenigen Teile der Anlage, von denen keine Gefährdung durch ionisierende Strahlung oder spaltbares Material ausgeht, die aber dennoch zum sicheren Anlagenbetrieb erforderlich sind, beispielsweise die Bewachung, der Anlagenzaun sowie die Zu- und Ableitungen (Frischwasser, elektrischer Strom).

## Anwendungsbereich

### Deutschland
In Deutschland fallen unter den Begriff „kerntechnische Anlage“ alle nach dem Atomgesetz genehmigten Anlagen. Diese sind zum einen kommerzielle Kernkraftwerke zur Stromerzeugung sowie Forschungsreaktoren an Universitäten oder Forschungsinstituten und zum anderen Einrichtungen zur nuklearen Versorgung (zum Beispiel Uran-Anreicherungsanlagen und Brennelementefabriken) und Entsorgung (zum Beispiel Wiederaufarbeitungsanlagen und Zwischenlager).

### Österreich
In Österreich ist nach dem Bundesverfassungsgesetz für ein atomfreies Österreich der Bau von Anlagen zur Energiegewinnung aus Kernkraft sowie der Transport und die Lagerung von Kernbrennstoff verboten. Nicht betroffen von diesem Gesetz sind Forschungsreaktoren und radiomedizinische Anlagen. In Österreich findet daher der Begriff „Kernanlage“ nur in Staatsverträgen mit den Nachbarstaaten („Nuklearinformationsabkommen“) Verwendung, wobei dort darunter Kernreaktoren, Anlagen des Brennstoffkreislaufs und radiomedizinische Einrichtungen fallen.

### Schweiz
In der Schweiz werden im Kernenergiegesetz kerntechnische Anlagen – unter der Bezeichnung „Kernanlage“ – weitgehend identisch beschrieben wie in Deutschland.

### Belgien
In Belgien wird der Begriff der kerntechnischen Anlage etwas weiter gefasst. Neben den für Deutschland genannten Anlagen umfasst die Terminologie dort auch das Institut national des RadioEléments (IRE) in Fleurus, das sich hauptsächlich mit der Herstellung radiopharmazeutischer Präparate (Radiochemie) befasst.

## Sicherheit
Der Betreiber einer kerntechnischen Anlage muss jederzeit und in jedem Zustand der Anlage gewährleisten, dass alle erforderlichen Vorkehrungen zum Schutz von Mensch und Umwelt getroffen sind. Dabei dürfen nicht nur bereits eingeführte Techniken umgesetzt werden, was technische Vorkehrungen, Personalschulung und Betriebsorganisation betrifft, sondern es muss der aktuelle Stand der Wissenschaft und Forschung berücksichtigt werden. Die Vorsorge umfasst insbesondere auch den Schutz gegen Einwirkungen Dritter auf die Anlage, der durch die Anlagensicherung gewährleistet werden muss.
Die wichtigsten Regelungen zur Gewährleistung der Sicherheit deutscher kerntechnischer Anlagen sind im Handbuch Reaktorsicherheit und Strahlenschutz des Bundesamts für Strahlenschutz (siehe Literatur) zusammengestellt.

## Aufsicht

### Deutschland
Die Einhaltung der gesetzlichen Regelungen wird in Deutschland durch die Aufsichtsbehörden kontrolliert, die dabei von unabhängigen technischen Gutachterorganisationen unterstützt werden. Über die Kernreaktorfernüberwachung wird dabei die Abgabe radioaktiver Stoffe sowohl in der Anlage als auch in ihrer Umgebung von den Behörden laufend automatisch überwacht.
Zusätzlich zur laufenden Aufsicht müssen sich kerntechnische Anlagen regelmäßig einer Sicherheitsüberprüfung unterziehen. Dabei wird nicht nur die Funktion einzelner Systeme überprüft, sondern auch das grundlegende Sicherheitskonzept und das Zusammenwirken der verschiedenen Systeme geprüft. Die Sicherheitsüberprüfung umfasst die drei Teile deterministische Sicherheitsstatusanalyse, probabilistische Sicherheitsanalyse und deterministische Sicherungsanalyse.

### Schweiz
Alle Schweizer Kernanlagen fallen in den Aufsichtsbereich des Eidgenössischen Nuklearsicherheitsinspektorats (ENSI), während die nur in kleinerem Maßstab vorhandenen industriellen und medizinischen Einrichtungen in den Aufsichtsbereich des Bundesamts für Gesundheit (BAG) fallen; letzteres überwacht auch die Neutronenspallations-Quelle am Paul Scherrer Institut. Das CERN in Genf wird international überwacht.

## Meldepflicht

### Deutschland
Nach der deutschen Strahlenschutzverordnung müssen meldepflichte Ereignisse, also Vorfälle, die sicherheitsrelevante Auswirkungen haben oder haben können, durch den Betreiber der zuständigen Behörde und durch diese dem Bundesamt für Strahlenschutz innerhalb bestimmter Zeiträume mitgeteilt werden. Beim Bundesamt für Strahlenschutz wird überprüft, ob dasselbe Ereignis auch in anderen Anlagen auftreten kann. Ist dies der Fall, müssen die Betreiber aller in Frage kommenden Anlagen Vorkehrungen zur Vermeidung treffen.